# Юса Кацумі
Кацумі Юса (яп. Katsumi Yusa, нар. 2 серпня 1988, Фукусіма) — японський футболіст, півзахисник клубу «Ченнаї Сіті». Виступав, зокрема, за клуби «Мохун Баган» та «Іст Бенгал».
Переможець І-Ліги. 

## Кар'єра гравця

### «Санфречче Хіросіма»
Народився 2 серпня 1988 року в місті Фукусіма. Футболом розпочав займатися під впливом братів. На третій рік навчання в молодшій середній школі отримав запрошення від «Санфречче Хіросіма», «Токіо Верді» та «Вегалта Сендай». У 2004 році приєднався до молодіжної академії «Санфречче Хіросіма», де грав пліч-о-пліч з Хірасіге Рюїті, Нодою Акіхіро, Канаямою Дзункі та Фуджисавою Норікатою. Завдяки власній наполегливості отримав запрошення до першої команди клубу. Дорослу футбольну кар'єру розпочав 1 грудня 2007 року в складі того ж клубу, в нічийному (2:2) домашньому поєдинку Джей-ліги проти «Ґамба Осака». Також провів 2 поєдинки в Кубку Джей-ліги 2007. «Санфрече» фінішував на 3-у з кінця місці в турнірній таблиці, а в плей-оф за право збереження місця в еліті японського футболу з загальним рахунком 1:2 поступився «Кіото Санга» та вилетів до Джей-ліги 2. У 2008 році команда виграла другий дивізіон чемпіонату Японії (набравши 100 очок у 24-х матчах) та виборов путівку до Джей-ліги 2009. Закріпитися в команді молодому футболісту завадила травма та висока конкуренція в першій команді. Тому сезон 2009 року Юса провів в оренді в клубі «Цвайген Канадзава» в японській Регіональній лізі. У серпні 2009 року розірвав контракт з «Хіросімою» та підписав з клубом повноцінний договір.

### ОНГК
У березні 2010 року підписав контракт з «Спортіво Сан-Лоренсо» з другого дивізіону парагвайського чемпіонату, проте в складі клубу не зіграв жодного поєдинку. Після цього деякий час перебував у статусі вільного агента, а в січні 2011 року приєднався до складу ОНГК з І-Ліги. Дебюним голом в індійському чемпіонаті відзначився 9 квітня 2011 року в переможному (4:0) домашньому поєдинку проти «Гіндустан Аеро». ОНГК посів 14-е місце в І-Лізі й сезон 2012 року розпочав у Другому дивізіоні індійської першості. У цьому сезоні Кацумі відзначився 6-а голами й допоміг команді виграти чемпіонат та повернутися до еліти індійського футболу

### «Мохун Баган»
1 травня 2013 року підписав контракт до завершення сезону 2013/14 років з представником І-Ліги «Мохун Баган». У сезоні 2015/16 років був капітаном команди, також допоміг команді вибороти Кубок Федерації. Відіграв за клуб з Колкати чотири сезони. 

### «Норт-Іст Юнайтед»
У 2016 році уклав договір з іншим представником І-Ліги, «Норт-Іст Юнайтед». У новому клубі дебютував 1 жовтня 2016 року в переможному (1:0) поєдинку проти «Керала Бластерс», також відзначився голом у цьому матчі.

### «Іст Бенгал»
Після чотирьох сезонів у «Мохун Багані», уклав контракт до завершення сезону 2017/18 років з найпринциповішим суперником цього клубу, «Іст Бенгал». Граючи у складі «Іст Бенгал» також здебільшого виходив на поле в основному складі команди.

### НЕРОКА
Протягом 2018—2019 років захищав кольори команди клубу НЕРОКА. У команді провів посередній сезон.

### «Ченнаї Сіті»
У 2019 році приєднався до складу діючого чемпіону І-Ліги «Ченнаї Сіті».

## Стиль гри
В останні роки грає на позиції атакувального півзахисника. Порівнювався з Дженнаро Гаттузо.

## Статистика виступів

### Клубна
Станом на 24 лютого 2018
| Клуб                        | Сезон   | Кубок               | Кубок | Кубок | Кубок ліги | Кубок ліги | Кубок | Кубок | Континентальні | Континентальні | Total | Total |
| Клуб                        | Сезон   | Дивізіон            | Матчі | Голи  | Матчі      | Голи       | Матчі | Голи  | Матчі          | Голи           | Матчі | Голи  |
| --------------------------- | ------- | ------------------- | ----- | ----- | ---------- | ---------- | ----- | ----- | -------------- | -------------- | ----- | ----- |
| «Мохун Баган»               | 2013–14 | І-Ліга              | 24    | 1     | 0          | 0          | 7     | 1     | 0              | 0              | 31    | 2     |
| «Мохун Баган»               | 2014–15 | І-Ліга              | 20    | 7     | 0          | 0          | 8     | 1     | 0              | 0              | 28    | 8     |
| «Мохун Баган»               | 2015–16 | І-Ліга              | 16    | 5     | 0          | 0          | 5     | 1     | 8              | 1              | 29    | 7     |
| «Мохун Баган»               | 2016–17 | І-Ліга              | 18    | 4     | 0          | 0          | 5     | 1     | 10             | 2              | 33    | 7     |
| «Норт-Іст Юнайтед» (оренда) | 2016    | Індійська суперліга | 14    | 1     | 0          | 0          | 0     | 0     | 0              | 0              | 14    | 1     |
| «Іст Бенгал»                | 2017–18 | І-Ліга              | 18    | 6     | -          | -          | 4     | 1     | -              | -              | 22    | 7     |
| Загалом                     | Загалом | Загалом             | 110   | 24    | 0          | 0          | 29    | 5     | 18             | 3              | 157   | 32    |

## Досягнення
«Санфречче Хіросіма»
- Джей-ліга 2
  -  Чемпіон (1): 2008

- Суперкубок Японії
  -  Володар (1): 2008

«Мохун Баган»
- І-Ліга
  -  Чемпіон (1): 2014/15

- Кубок Федерації
  -  Володар (1): 2016